# Ljudmila Iwanowna Turischtschewa
Ljudmila Iwanowna Turischtschewa (russisch Людмила Ивановна Турищева, wiss. Transliteration Ljudmila Ivanovna Turiščeva; * 7. Oktober 1952 in Grosny) ist eine ehemalige sowjetische Kunstturnerin. Sie war vierfache Olympiasiegerin, Welt- und Europameisterin.
1972 gewann sie in München den olympischen Achtkampf, 1970 und 1974 wurde sie Weltmeisterin, 1971 und 1973 Europameisterin, jeweils im Mehrkampf, dazu kamen viele Siege in den Einzeldisziplinen (Pferd, Stufenbarren, Schwebebalken und vor allem im Bodenturnen, das ihre Stärke war). Gegenüber Olga Korbut erwies sie sich regelmäßig als überlegen, im olympischen Mehrkampf in München 1972 bezwang sie die zweitplatzierte Karin Janz aus der DDR. Bis 1975 blieb sie im Mehrkampf unbezwungen.
Erst Nadia Comăneci musste sie sich im Mehrkampf bei den Europameisterschaften 1975 und bei den Olympischen Spielen 1976 in Montreal geschlagen geben, wobei sie ihre junge Rivalin immerhin beide Male im Bodenturnen besiegen konnte. Sie ist mit Walerij Borsow, dem Doppelolympiasieger über 100 und 200 Meter von München, verheiratet, mit dem sie eine Tochter hat. Seit 1978 arbeitet sie als Trainerin in Kiew.
1998 wurde Ljudmila Turischtschewa in die International Gymnastics Hall of Fame aufgenommen.